# Koos van der Steenhoven
Koos van der Steenhoven (Den Haag, 2 juli 1949) is een Nederlands ambtenaar, bestuurder en voormalig onderwijzer.

## Leven en werk
Van der Steenhoven studeerde na de HBS te Den Haag (1973) tot 1981 politicologie aan de Vrije Universiteit Amsterdam. Hij begon zijn carrière als onderwijzer maatschappijleer. Vervolgens was Van der Steenhoven medewerker van Tweede Kamerleden van het CDA. Daarna werd hij directeur Radio, Televisie en Pers bij het ministerie van Welzijn, Volksgezondheid en Cultuur. Van 1987 tot 1992 was Van der Steenhoven werkzaam als plaatsvervangend secretaris-generaal van hetzelfde ministerie. Daarna werkte hij als directeur haveninnovaties bij het Havenbedrijf Rotterdam NV. Van 1997 tot 2003 bekleedde hij de functie van directeur van Het Expertise Centrum (HEC). In de periode 2003-2010 was Van der Steenhoven secretaris-generaal van het ministerie van Onderwijs, Cultuur en Wetenschap. In de eerste helft van 2013 was hij waarnemend secretaris-generaal van het ministerie van Binnenlandse Zaken en Koninkrijksrelaties. Van 2015 tot 2022 was Van der Steenhoven voorzitter van het bestuur van het Nederlands Letterkundig Museum.